# 金岳霖
金岳霖（1895年7月14日—1984年10月19日），字龙荪，男，祖籍浙江诸暨草塔，生于湖南长沙，中国哲学家、逻辑学家。

## 生平

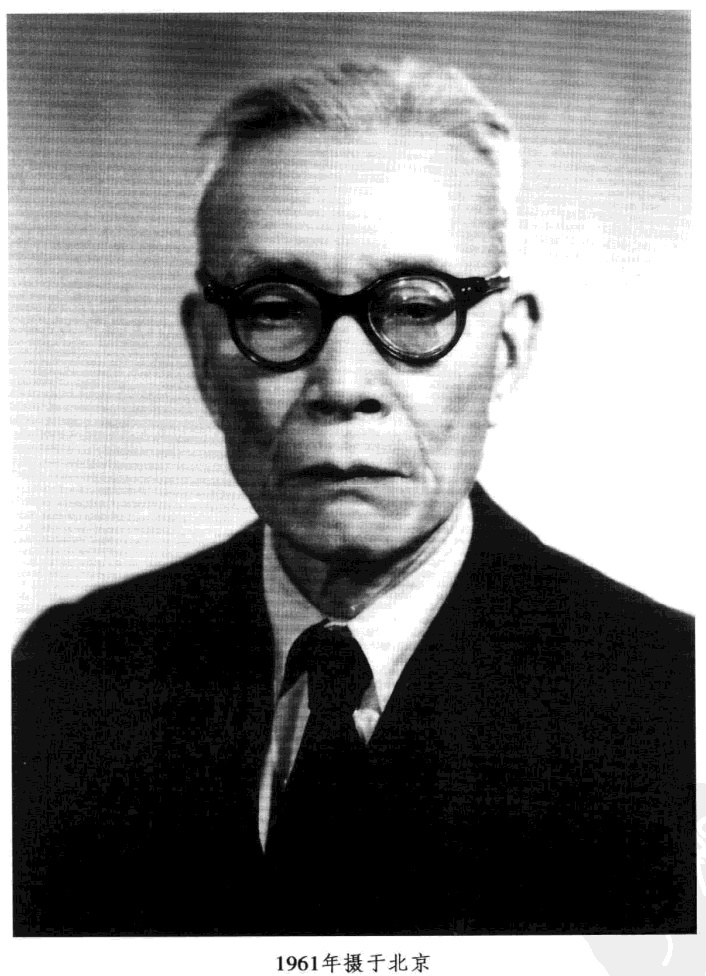
金岳霖院士晚年

### 出生
1895年7月14日出生于大清湖南省长沙府（今湖南省长沙市）。

### 教育经历
1901年，金岳霖進入創辦的長沙私立明德學堂讀四書五經，接受傳統教育。1907年進入美國教會創辦的雅禮大學預科。后考入清华学堂（1912年改名清华学校）。
1914年，金岳霖毕业于清华学校高等科，同年凭官费留美。1917年于宾夕法尼亚大学毕业后，金岳霖到哥伦比亚大学读硕士，于1920年获政治学博士学位。1921年曾回国，12月再赴美到纽约。1922年2月初经利物浦去伦敦，在伦敦大学经济学院听课。

### 讲学经历
金岳霖1925年11月回国，清华大学聘请金岳霖讲授逻辑学。秋，创办清华大学哲学系，任教授兼系主任。1938年，任西南联大文学院心理学系教授兼清华大学哲学系主任。
1948年，金岳霖当选为中央研究院第一屆院士。1949年后任清华大学文学院院长。1952年，全国高校院系调整，全国6所大学哲学系合并为北京大学哲学系，金岳霖历任北京大学哲学系教授、系主任，中国科学院哲学研究所一级研究员、副所长。1955年被聘为中国科学院哲学社会科学部学部委员，9月底，任哲学研究所副所长兼逻辑研究组组长。1966年文革開始，金岳霖作為「資產階級學術權威」被批鬥，革命派不准其搭公車去醫院看病，只讓金岳霖踩著三輪木板車去看病，藉此羞辱他，毛澤東對其說過:「你要多接觸社會」。
1977年文革結束，任中国社会科学院副所长兼研究室主任。
1984年，在北京寓所逝世，享年89岁。

## 家庭
父亲金珍原，浙江诸暨人，太平天国时期为避战乱投奔堂叔祖金兆基来到湖南长沙。母亲唐淑贤，湖南衡阳人。
因愛上林徽因又不得與其相愛所以终生未娶。

## 轶事
1924年趙元任夫婦赴歐洲旅行，遇見留学的金岳霖与 Lilian or Lilyan Taylor（秦麗琳？秦麗蓮 1898年5月出生）。丽琳在英国出生于一犹太家庭，1906年全家迁居纽约。她在1916至1919年在哥伦比亚大学的巴纳德女子学院念大学，但未有上大四。在1917年到哥大的金岳霖有可能这时认识她。金毕业会在1921年回国一次。12月离开在1922年1月初抵美后到伦敦。半年后的1922年7月，丽琳与40岁的 Hugh Morrow 在纽约结婚。Morrow 原是阿肯色州大学化学系教授，1922年1月，患病两年妻子因肺癌出世，Moorow 留下唯一儿子一人来纽约，当了康奈尔大学在纽约市医学院的化学讲师。丽琳婚后一年许，在1923年10月到法国学习舞台艺术。大约此时与金岳霖重会与同居。1924年6月丽琳丈夫曾到法国一段时间，后独自回纽约，1929年6月去世。丽琳在1925年11月随金来到北京同居到1931年夏天。两人同游回美后去英国，1932年4月中在伦敦分手。丽琳在4月底回美恢复夫姓 Morrow 至死。而金在7月中回国。后来，丽琳曾回中国在山东大学教学，在1935年回美，参加女权、控制生育等运动。二战后在军情单位工作。退休后在罗省定居终老。1966年（68岁时）曾去信李约瑟查询《中国的科学与文明》进程，提到在中国十年。1982年，丽琳在罗省去世。遗产赠与加州州立大学圣贝纳迪诺分校成立 Morrow-McCombs Memorial Lecture，促进基督与犹太信仰的相互认识。
据传金岳霖曾在1931年当梁思成在宝坻考察时，在北平北总布胡同向梁思成之妻林徽因示爱未果 。[这是无中生有。1931年三月初，从沈阳回北平的林徽因病重，与家人上了香山休养到“九一八”后。1931年无宝坻考察，这是发生在1932年6月中，当年5月至8月底，林徽因在香山待产。金岳霖与丽琳早在1931年7月底一起离开中国，8月17日到美国。两人在1932年2月初到英国。丽琳在4月下旬独自回纽约。之后，金岳霖与朱自清游巴黎与英国其他地方如剑桥。金与朱夏天回国。8月初两人在上海还与其他朋友重聚。]。
金岳霖与梁家是邻居和挚友；晚年一直都與其子梁從誡一家住在一起，梁從誡則稱其為「金爸」，情同父子。

## 学术成就
金岳霖从事哲学和逻辑学的教学、研究和组织领导工作，是最早把现代逻辑系统地介绍到中国来的主要人物。他把西方哲学与中国哲学相结合，建立了独特的哲学体系，培养了一大批高素养的哲学和逻辑学专门人才。著有：《逻辑》、《论道》和《知识论》。出版有《金岳霖学术论文选》、《金岳霖文集》等。
1979年，中国逻辑学会成立，金岳霖担任首任会长和常务理事；常务理事还有中国数理逻辑教育和研究的开拓者，南京大学数学系教授莫绍揆，负责中国逻辑学会数理逻辑分支学科。

## 受業
- 殷海光